# Отношения Восточного Тимора и Экваториальной Гвинеи
Отношения Восточного Тимора и Экваториальной Гвинеи — двусторонние дипломатические отношения между Демократической Республикой Восточный Тимор и Республикой Экваториальная Гвинея.

## История
Экваториальная Гвинея не имеет дипломатического представительства в Дили, а Восточный Тимор не имеет дипломатического представительства в Малабо. Двусторонние контакты осуществляются, например, через посольства обеих стран в Брюсселе.
10 августа 2013 года министр иностранных дел Экваториальной Гвинеи Агапито Мба Мокуй приветствовал делегацию Восточного Тимора в составе советников министерства иностранных дел Роке Родригеша, Аны Феррейры и Бруно Тейшейры для переговоров о присоединении Экваториальной Гвинеи к Содружеству португалоязычных стран (СПС).
Министр внутренних дел Восточного Тимора Лонгиньос Монтейру встретился с премьер-министром Экваториальной Гвинеи Франсиско Паскуалем Обамой Асуэ во время его визита в Экваториальную Гвинею 1 августа 2016 года.
В октябре 2016 года министр нефти и природных ресурсов Восточного Тимора Альфредо Пирес посетил Экваториальную Гвинею для участия в Техническом совещании СПС по энергетике в Малабо, столице Экваториальной Гвинеи. Пирес встретился с министром промышленности и энергетики Экваториальной Гвинеи Эудженио Эду Ндонгом и министром горнодобывающей промышленности Габриэлем Мбега Обианг Лимой.
31 октября 2016 года президент Экваториальной Гвинеи Теодоро Обианг Нгема Мбасого принял Таура Матана Руака для двусторонних переговоров в рамках 11-го саммита СПС в Бразилии. Целью встречи, как и предыдущих, было укрепление дружественных отношений и сотрудничества между Экваториальной Гвинеей и Восточным Тимором.